# Herra ja ylhäisyys
Herra ja ylhäisyys (deutsch wörtlich: Herr und Exzellenz) ist ein finnischer Film aus dem Jahr 1943. Jorma Nortimo inszenierte den Western um die mexikanische Revolution nach dem Roman von Simo Penttilä, Sierra-Nuevan Sulotar.

## Handlung
Der finnischstämmige Generalleutnant T.J.A. Heikkilä erlebt in den ersten Jahren des 20. Jahrhunderts im Fantasieland Sierranueva aufregende und lustige Abenteuer rund um revolutionäre Vorgänge, die er mit seinen Mitstreitern in Zentral- und Südamerika überstehen muss.

## Kritik
Die finnische Kritik lobte vor allem Bühnenbild und Kostüme. Auch die Geschichte wurde positiv erwähnt: „Heikkilas Abenteuer sind geschickt und intelligent konstruiert.“ Neuzeitliche Kritiker bemängeln die etwas wirre Handlung.

## Bemerkungen
Der Film gewann 1944 drei Jussis, für das beste Bühnenbild und die besten Nebendarsteller bzw. -darstellerin.